# Felix Steitz
Felix Steitz (* 1996) ist ein deutscher Schauspieler.
Steitz ist der Bruder von Manuel Steitz.

## Filmographie (Auswahl)
- 2006: Das gefrorene Meer
- 2008: Ein riskantes Spiel
- 2008: Nacht das Leben
- 2009: Unter Verdacht: Tausend Augen
- 2010: Liebe, Babys und Familienglück
- 2010: Liebe vergisst man nicht
- 2011: Das dunkle Nest
- 2011: Hopfensommer
- 2012: Hubert und Staller